# 安·彼得森
安·彼得森（英語：Ann Peterson，1947年6月16日—），美国女子跳水运动员。她曾代表美国参加1968年夏季奥林匹克运动会跳水比赛，获得女子10米跳台铜牌。她也曾在1967年泛美运动会上获得一枚铜牌。